# Массовое самоубийство
Ма́ссовое самоуби́йство — одновременное самоубийство группы людей.

## Цели
Цели самоубийства могут быть разными. Массовые самоубийства иногда случаются по религиозным причинам. Группировки при угрозе неизбежного поражения могут прибегнуть к массовому самоубийству, чтобы избежать поражения. Массовые самоубийства в некоторых случаях были использованы в качестве формы политического протеста.

## Примечательные массовые самоубийства
- В 102 году до н. э. при сражении близ современного Экс-ан-Прованс Гай Марий победил кимвров и тевтонов. Захваченные женщины совершили массовое самоубийство, вошедшее в римско-германские легенды о героизме. По условиям поражения триста замужних женщин должны были быть переданы римлянам в плен. Когда тевтонские женщины услышали об этом условии, они первым делом попросили консула, чтобы он разрешил им уйти для служения в храмах Цереры и Венеры, а затем, когда они не смогли получить согласие на их просьбу, они убили своих детей и утром следующего дня все были найдены мёртвыми[1].
- 960 членов еврейской общины сикариев совершили самоубийство в первом веке до н. э., чтобы не быть завоёванными и порабощёнными римлянами. Каждый мужчина убивал свою жену и детей. Мужчины затем проводили жеребьёвку и убивали друг друга, пока последний не убивал себя сам («самоубийство» совершил только один (последний) воин, остальные 959 человек были добровольно убиты)[2]. Аналогичные сведения существуют относительно жителей города Гамла, бросившихся в пропасть после взятия крепости римлянами в 67 году[3].
- Джаухар — обычай массового самосожжения раджпутских женщин из высших слоёв общества в случае нападения врага. Как правило, самосожжение происходило не после битвы, во избежание бесчестья от рук врага, а перед началом сражения, чтобы наполнить обездоленных супругов яростью и заставить их положить жизнь в бою. Наиболее известные случаи джаухара зафиксированы при осаде Читторгарха — столицы княжества Мевар — иноземными захватчиками в 1303, 1534 и 1568 годах.
- В 1336 году, когда замок Пиленай (в Литве) находился под осадой Тевтонского ордена, защищающие замок во главе с князем Маргирисом поняли, что дальше обороняться невозможно, и приняли решение совершить массовое самоубийство, а также устроить пожар в замке, чтобы уничтожить всё своё имущество и что-либо ценное для врага[4].
- Массовые самоубийства были распространены в России среди старообрядцев на протяжении конца XVII и до XIX века, когда группы старообрядцев доводили себя до смерти различными способами, прежде всего с помощью самосожжения (гари), желая принять, по их мнению, добровольную мученическую смерть[5].
- Во время оттоманской оккупации Греции и незадолго до войны греков за независимость женщины из Суули взошли на гору Залонго и бросили своих детей в пропасть, а затем прыгнули сами, чтобы избежать плена.
- В последние недели существования нацистского режима по Германии прокатилась волна самоубийств, вызванная активной пропагандой, а также угрозой разгрома и оккупации страны[6].
- 1 мая 1945 года около 1000 жителей Деммина (Германия) совершили массовое самоубийство после того, как в город вошли солдаты Красной Армии[7][8].
- Япония известна своими вековыми традициями самоубийств. Во время Второй мировой войны камикадзе управляли самолётами, которые врезались в американские военные корабли. Во время этой же войны на острове Сайпан сотни японцев оказались в осаде и совершили массовое самоубийство, чтобы не сдаваться американцам[9].
- В Джонстауне (сектантское поселение в Гайане) организация из 909 членов «Народного Храма», возглавляемая Джимом Джонсом, совершила массовый суицид в 1978 году. Из 918 погибших 276 были дети[10]. Трагедия в Джонстауне была самой крупной потерей американской гражданской жизни без какого-либо стихийного бедствия до инцидентов 11 сентября 2001 года[11].
- При массовом самоубийстве в октябре 1994 году Ордена храма солнца погибло 74 человека в двух городах в Швейцарии и один в Канаде. Примерно две трети смертей были убийствами, в том числе ритуальное убийство новорождённых[12].
- 26 марта 1997 года в предместьях Сан-Диего произошло массовое самоубийство 39 членов секты «Небесные Врата»[13], верящей в существования инопланетян.
- 778 членов угандийского культа «Движение за восстановление десяти заповедей Бога» погибли 17 марта 2000 года. Считается, что это были массовые убийства и самоубийства, организованные лидерами культа[14].
- Вынужденное массовое самоубийство произошло 11 сентября 2001 года, когда после атак самолётов на башни Всемирного торгового центра люди стали выбрасываться из окон этих башен, поскольку оказались в ловушке. По меньшей мере 200 человек предпочли такую смерть смерти в огне. Последние моменты жизни этих людей были запечатлены множеством фотографов и операторов телеканалов.